# Mènsula
|  | Aquest article tracta sobre l'element arquitectònic. Vegeu-ne altres significats a «Mènsula ferroviària». |

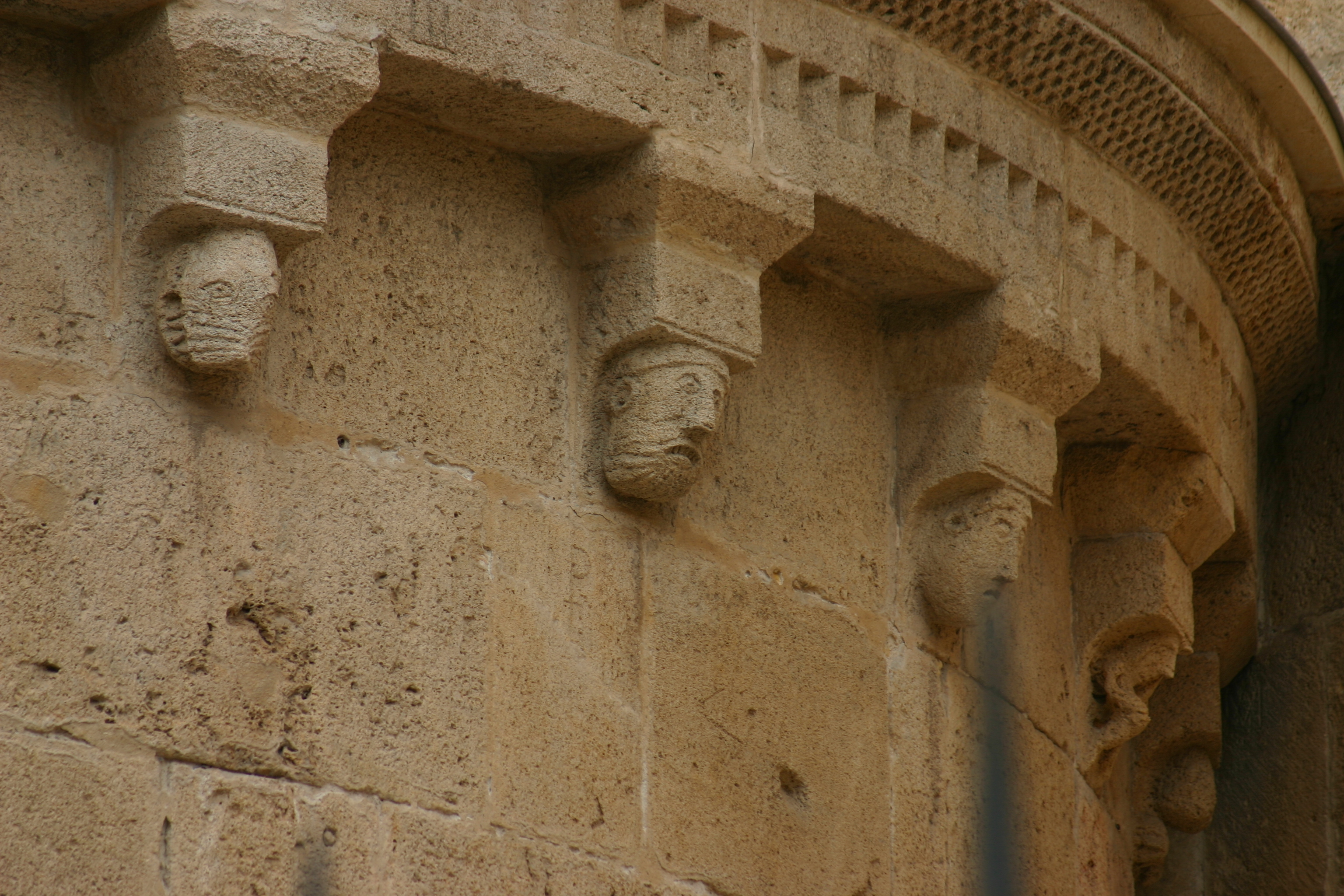
Mènsules romàniques de la catedral de Tarragona

La mènsula, també anomenada cartel·la, modilló o permòdol, és un element arquitectònic encastat i sobresortint d'un mur, la funció principal del qual és la sustentació d'altres elements com arcs, cornises, bigues, prestatges, els extrems d'una llinda, etc.

## Tipus
Hi ha dos tipus de mènsula, tots dos basats en el mateix principi: element arquitectònic de sustentació.
- D'una banda, hi ha les mènsules utilitzades en el romànic i el gòtic per a fer de punt de trobada de les arcades cegues, dins de l'ornamentació denominada llombarda. De vegades, eren pedres trapezoidals llises, de vegades esculpides, sovint amb caps humans o d'animals. Una derivació d'aquest darrer concepte fa que, a voltes, apareguin mènsules simplement ornamentals.

- D'altra banda, hi ha les mènsules en què se sostenen l'arc i la tija de la columna, formant així una zona de suport del sostre respecte del mur d'on arrenca. Van utilitzar-se molt durant la segona meitat del segle xvii per por que les voltes de canó caiguessin, ja que eren molt inestables, però en bastants esglésies romàniques, ja hi ha mènsules originals. Eren, per exemple, emprades en els casos en què l'església no era coberta amb volta de canó, sinó amb un embigat de fusta.